# Petrus Lotichius
Pour les autres membres de la famille, voir Lotichius.
Petrus Lotichius, forme latinisée de Peter Lotz, né en novembre 1501 à Niederzell-Schlüchtern et mort le 23 juin 1567 à Hanau, est un abbé réformateur du monastère de Schlüchtern.

## Biographie
Il est le fils du fermier du monastère Hen Lotz l'Ancien (né vers 1470) et choisit la forme latine Loticius, pratique courante chez les lettrés de l'époque. En 1548, il le change à nouveau en Lotichius sur les conseils de Philippe Mélanchthon. De nombreux membres de sa famille ont conservé cette forme latinisée, y compris ses neveux, lettrés notoires :
- Petrus Lotichius Secundus (1528-1560), poète néo-latin ;
- Christian Lotichius (vers 1530-1568), coadjuteur du monastère de Schlüchtern ;
- Nikolaus Lotichius (né vers 1520, mort le 13 juillet 1594, pasteur à Steinau[1] ;
- son petit-neveu Johann Peter Lotichius (1598-1669), humaniste, médecin, poète et historiographe allemand.

Formé à Leipzig, il entre au monastère bénédictin de Schlüchtern en 1517. Il est ordonné prêtre en 1523 par Konrad von Thüngen, évêque de Würzburg. En 1525, les moines doivent fuir les révoltes paysannes en s'enfuyant dans le comté de Hanau-Münzenberg. La même année, Lotichius est nommé curé de Schlüchtern. Le 31 mars 1534, il est élu abbé du monastère et béni par l'évêque de Würzburg.
Lotichius convertit le monastère à partir de 1540 en un centre éducatif pour les jeunes voués à la prêtrise. Il développe une école latine qui deviendra plus tard le lycée Ulrich-von-Hutten-Gymnasium (de). Par l'entremise de Michael Beuther, fils d'un fonctionnaire de Würzburg, Lotichius entre en contact avec le philosophe et réformateur Philippe Mélanchthon avec qui il restera lié toute sa vie, qui le conseille sur l'école du monastère et lui rend visite. En 1544, Lotichius envoie sept de ses meilleurs étudiants pour étudier la théologie à l'Université de Marbourg, où il s'inscrit d'ailleurs lui-même. Il s'y lie d'amitié avec plusieurs professeurs, comme le théologien calviniste Andreas Hyperius avec qui il entretient une correspondance animée.
En 1543, Lotichius et tout le couvent embrassent la Réforme en donnant la communion aux laïcs sous les deux formes le jour de la Pentecôte ; ce jour était réservé au prêtre dans l'Église catholique romaine. Lotichius en fait part à l'évêque de Würzburg, mais ce n'est que lorsqu'il lui-même effectue des ordinations qu'il est excommunié. En novembre 1548, cette excommunication est levée.
Dans les premières années, l'évêque de Würzburg ne peut pas faire grand-chose contre la Réforme à Schlüchtern. Après que la partie catholique romaine en Allemagne eut été renforcée par la Bataille de Muehlberg en 1547, Petrus Lotichius doit rendre des comptes à Würzburg. Il ne se rétracte pas, admettant seulement qu'il a fait une erreur lors de l'ordination car c'est la seule responsabilité de l'évêque. Il entre aussi en conflit avec l'évêque au sujet des dîmes] du monastère, ce qui mène finalement à la rupture complète. Cette situation arrange la régence du comte Philippe III de Hanau-Münzenberg (alors mineur), partisane de la Réforme, qui prend alors fait et cause pour l'abbaye contre l'évêque et étend les droits seigneuriaux du Comté à l'abbaye.
À partir de 1563, le neveu de Lotichius, Christian Lotichius, est son coadjuteur. Peter Lotichius renonce à la fonction d'abbé deux ans plus tard.
Il meurt le 23 juin 1567 à Hanau et est enterré deux jours plus tard dans l'église du monastère de Schlüchtern. Lors de l'occupation du monastère par l'évêque de Würzburg pendant la guerre de Trente Ans, sa pierre tombale est brisée ; les fragments conservés seront collectés et placés dans la chapelle Sainte-Catherine. La pierre tombale montre l'abbé debout en robe d'érudit avec les insignes du clergé, tenant le Nouveau Testament dans ses mains. Sur le piédestal est inscrit en latin : « Cette pierre porte l'image du célèbre Lotichius, qui le premier introduisit la pure doctrine dans cette église. Il décida dévotement de sa vie, dont il avait atteint le but ».